# Španělská fotbalová reprezentace do 21 let

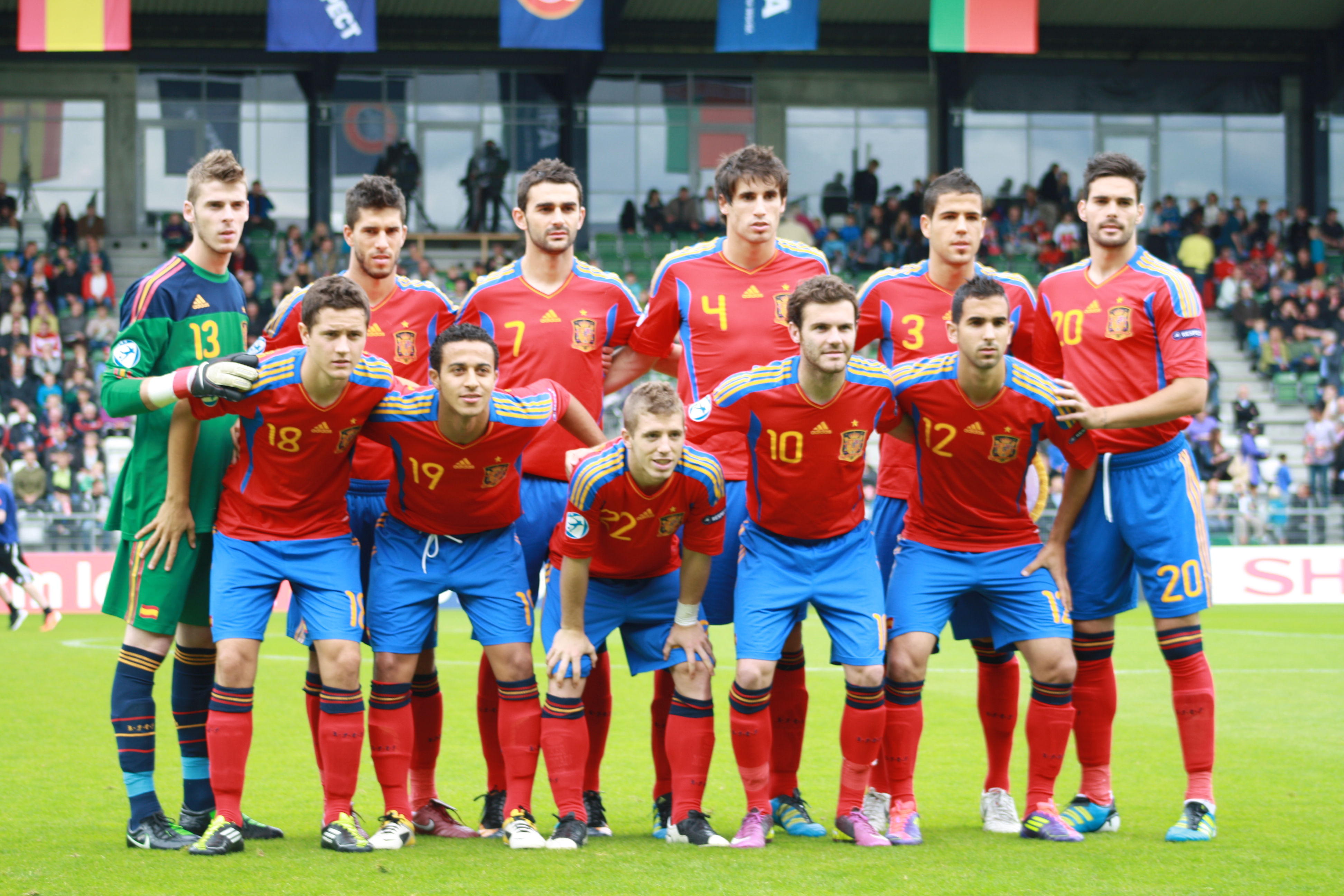
Jedenáctka španělské jedenadvacítky v roce 2011.

Španělská fotbalová reprezentace do 21 let zvaná La Rojita (malí červení; La Roja neboli červení je přezdívka španělského seniorského národního týmu) je španělská mládežnická fotbalová reprezentace složená z hráčů do 21 let, která spadá pod Královskou španělskou fotbalovou federaci (Real Federación Española de Fútbol – RFEF). Reprezentuje Španělsko v kvalifikačních cyklech na Mistrovství Evropy hráčů do 21 let a v případě postupu i na těchto šampionátech. 

Fotbalisté musí být mladší 21. roku na začátku kvalifikace, to znamená, že na evropském šampionátu poté mohou startovat i trochu starší.
Španělská jedenadvacítka zvítězila na Mistrovství Evropy hráčů do 21 let už pětkrát, což je v této věkové kategorii rekord.
- v roce 1986 zdolala ve dvouzápasovém finále Itálii až v penaltovém rozstřelu (výsledky 1:2, 2:1, rozstřel 3:0)[2]
- v roce 1998 zdolala ve finále Řecko 1:0[3]
- v roce 2011 zdolala ve finále Švýcarsko 2:0[4]
- v roce 2013 zdolala ve finále Itálii 4:2[5]
- v roce 2019 zdolala ve finále Německo 2:1.

## Účast na závěrečném turnaji ME U21
| Rok    | Kolo               | Umístění         | Záp. | V  | R  | P  | VG  | OG |
| ------ | ------------------ | ---------------- | ---- | -- | -- | -- | --- | -- |
| 1978   | nekvalifikovala se |                  |      |    |    |    |     |    |
| 1980   | nekvalifikovala se |                  |      |    |    |    |     |    |
| 1982   | čtvrtfinále        |                  | 6    | 5  | 0  | 1  | 14  | 5  |
| 1984   | finále             | Stříbrná medaile | 10   | 5  | 2  | 3  | 11  | 11 |
| 1986   | finále             | Zlatá medaile    | 6    | 4  | 0  | 2  | 14  | 9  |
| 1988   | čtvrtfinále        |                  | 2    | 0  | 0  | 2  | 1   | 3  |
| 1990   | čtvrtfinále        |                  | 2    | 1  | 0  | 1  | 2   | 3  |
| 1992   | nekvalifikovala se |                  |      |    |    |    |     |    |
| 1994   | o 3. místo         | Bronzová medaile | 4    | 2  | 1  | 1  | 6   | 5  |
| 1996   | finále             | Stříbrná medaile | 4    | 3  | 1  | 0  | 7   | 4  |
| 1998   | finále             | Zlatá medaile    | 3    | 3  | 0  | 0  | 3   | 0  |
| 2000   | o 3. místo         | Bronzová medaile | 4    | 2  | 2  | 0  | 3   | 1  |
| 2002   | nekvalifikovala se |                  |      |    |    |    |     |    |
| 2004   | nekvalifikovala se |                  |      |    |    |    |     |    |
| 2006   | nekvalifikovala se |                  |      |    |    |    |     |    |
| 2007   | nekvalifikovala se |                  |      |    |    |    |     |    |
| 2009   | základní skupina   |                  | 3    | 1  | 1  | 1  | 2   | 2  |
| 2011   | finále             | Zlatá medaile    | 5    | 4  | 1  | 0  | 11  | 2  |
| 2013   | finále             | Zlatá medaile    | 5    | 5  | 0  | 0  | 12  | 2  |
| 2015   | nekvalifikovala se |                  |      |    |    |    |     |    |
| 2017   | finále             | Stříbrná medaile | 5    | 4  | 0  | 1  | 12  | 3  |
| 2019   | finále             | Zlatá medaile    | 5    | 4  | 0  | 1  | 14  | 6  |
| , 2021 | semifinále         |                  | 5    | 3  | 1  | 1  | 7   | 2  |
| , 2023 | finále             | Stříbrná medaile | 6    | 4  | 1  | 1  | 13  | 5  |
| 2025   | čtvrtfinále        |                  | 4    | 2  | 1  | 1  | 7   | 7  |
| Celkem | 17 účastí          |                  | 79   | 52 | 11 | 16 | 139 | 70 |

Legenda:

Záp. – odehrané zápasy, V – výhry, R – remízy, P – prohry, VG – vstřelené góly, OG – obdržené góly, červený rámeček znamená automatickou kvalifikaci (jakožto pořadatel).

Pozn.: jako remízy jsou zohledněny i zápasy, které se rozhodly v penaltovém rozstřelu.